# یوگنی یوژیکوف-باباخانوف
یوگنی یوژیکوف-باباخانوف ( انگلیسی: Yevgeny Yozhikov-Babakhanov؛ ۱۵ مهٔ ۱۹۴۲–۱۲ اوت ۲۰۲۳) سیاست‌مدار ارمنی‌تبار اهل اتحاد شوروی-قزاقستان بود. او از تاریخ ۱۶ دسامبر ۱۹۹۱ تا تاریخ ۶ فوریه ۱۹۹۲ معاون اول نخست‌وزیر قزاقستان و از تاریخ ۶ فوریه ۱۹۹۲ تا تاریخ ۱۸ ژانویه ۱۹۹۳ معاون نخست‌وزیر بود.

## زندگی‌نامه
وی در ۱۵ مهٔ ۱۹۴۲ ‏در ساراتوف به دنیا آمد و در رشته مهندسی برق از لویو پلی‌تکنیک فارغ‌التحصیل گشت. وی همچنین برنده جوایزی همچون نشان پرچم سرخ کار شد.

## یادداشت
1. ↑  Minister of Special Construction and Installation Works of the Kazakh SSR